# Норвешка на Светском првенству у атлетици у дворани 2012.
Норвешка је једанаести пут учествовала на Светском првенству у атлетици у дворани 2012. одржаном у Истанбулу од 9. до 11. марта. Репрезентацију Норвешке представљала је једна такмичарка, која се такмичила у скоку увис.
Норвешка није освојила ниједну медаљу нити је остварила неки резултат.

## Учесници
Жене:
- Тоње Ангелсен — Скок увис

## Резултати

### Жене
| Атлетичарка   | Дисциплина | Лични рекорд | Квалификације | Квалификације | Финале                | Финале       | Детаљи |
| Атлетичарка   | Дисциплина | Лични рекорд | Резултат      | Место         | Резултат              | Место        | Детаљи |
| ------------- | ---------- | ------------ | ------------- | ------------- | --------------------- | ------------ | ------ |
| Тоње Ангелсен | Скок увис  | 1,93         | 1,88          | 15            | Није се квалификовала | 15 / 18 (21) |        |